# Deutscher Judo-Bund
Der Deutsche Judo-Bund e. V. (DJB) ist ein Verband der deutschen Judoka und der vom Deutschen Olympischen Sportbund (DOSB) anerkannte olympische Spitzensportverband für die Sportart Judo.
Der Judosport in Westdeutschland war als Sportart der Schwerathletik von 1949 bis 1954 im Deutschen Athleten-Bund (DAB) organisiert. Am 8. August 1953 wurde der Deutsche Judo-Bund von Dan-Trägern des Deutschen Dan-Kollegiums (DDK) wie Alfred Rhode vom 1. Deutschen Judo-Club (1. DJC in Frankfurt am Main) gegründet. Alfred Rhode hatte mit dem 1. DJC auf seiner Frankfurter Sommerschule im Jahr 1932 den Judosport in Deutschland eingeführt.
Die getrennten Aufgabengebiete der beiden Verbände DJB und DDK ergänzten sich zum Gründungszeitpunkt des DJB. Das DDK war zuständig für die Dan-Träger, Ausbildung der Lehrer, Verbreitung & Lehre des Judogedankens und Prüfungen. Ab 1955 war der DJB alleine zuständig für das Wettkampfgeschehen – für nationale und internationale Turniere und Meisterschaften, nachdem der DAB im Dezember 1954 seine Zuständigkeit für den Judosport an den DJB übertragen hatte.
Im internationalen und europäischen Kontext konzipiert, veranstaltet und fördert der DJB diverse Jugendaustauschprogramme. Außerdem setzt er sich für die Förderung und Entwicklung des Breiten-, Behinderten-, Gesundheits- und Leistungssports ein. Zusätzlich sichert er die Aus- und Weiterbildung.
Der DJB wurde 1956 vom Deutschen Sportbund anerkannt und arbeitete bis 1990 gemeinsam mit dem DDK zusammen. Am 2. Februar 1991 vereinigten sich in Passau der Deutsche Judo-Bund der BRD (DJB) und der Deutsche Judo-Verband der DDR (DJV) unter dem Namen Deutscher Judo-Bund. Der Judo-Bund veranstaltet Judo-Meisterschaften in Deutschland genauso wie andere Fachverbände in Deutschland auch.
Vom 3. bis 6. Oktober 2013 feierte der Judo-Bund mit einem Judo-Festival in Köln sein 60-jähriges Bestehen. Hier wurden u. a. Einzel- sowie Mannschaftswettbewerbe durchgeführt und auch Kurse und Vorführungen angeboten.
Verbandsorgan des DJB ist das Judo Magazin, welches neben Hintergrundberichten über die großen Turniere auch die wichtigsten Techniken vermittelt. Geschichten und Fakten aus der Welt des Judosports finden in dem Judo Magazin ebenfalls ihren Platz.
Der Deutsche Judo-Bund ist Mitglied im Deutschen Olympischen Sportbund (DOSB). Unter seinem Dach können sich Sportverbände verwandter Sportarten, wie zum Beispiel Sumo, dem DOSB anschließen, deren Mitgliederzahlen die Aufnahmekriterien für eine direkte Mitgliedschaft im DOSB nicht erfüllen.

## Präsidium
| Funktion                                     | Name              |
| -------------------------------------------- | ----------------- |
| Präsident                                    | Thomas Schynol    |
| Vizepräsident Leistungssport                 | Laura Vargas-Koch |
| Vizepräsident Breitensport                   | Carl Eschenauer   |
| Vizepräsident Verbandsentwicklung            | Jenny Frey        |
| Vizepräsident Finanzen                       | Thomas Jüttner    |
| Vizepräsidentin Medien/Öffentlichkeitsarbeit | Ariane Gretzmann  |
| Vizepräsident Jugend                         | Norbert Specker   |
| Athletenvertreterin                          | Igor Wandtke      |

## Vorstand
| Funktion                | Name             |
| ----------------------- | ---------------- |
| Vorstand                | Johannes Karsch  |
| Vorstand Leistungssport | Michael Bazynski |

## Landesverbände
| Judo Verband                         |
| ------------------------------------ |
| Badischer Judo Verband               |
| Bayerischer Judo Verband             |
| Brandenburgischer Judo Verband       |
| Bremer Judo Verband                  |
| Hamburger Judo-Verband               |
| Hessischer Judoverband               |
| Judo-Verband Berlin                  |
| Judo Verband Mecklenburg-Vorpommern  |
| Judo Verband Pfalz                   |
| Judoverband Rheinland                |
| Judo-Verband Sachsen                 |
| Judo Verband Sachsen-Anhalt          |
| Judo Verband Schleswig-Holstein      |
| Niedersächsischer Judo-Verband       |
| Nordrhein-Westfälischer Judo-Verband |
| Saarländischer Judo-Bund             |
| Thüringer Judo-Verband               |
| Württembergischer Judo-Verband       |

## Olympiasieger
| Jahr | Name           |
| ---- | -------------- |
| 1980 | Dietmar Lorenz |
| 1984 | Frank Wieneke  |
| 1996 | Udo Quellmalz  |
| 2004 | Yvonne Bönisch |
| 2008 | Ole Bischof    |

## Bundesliga

### Männer
| Ligaebene          | Region |
| ------------------ | ------ |
| 1. Judo-Bundesliga | Nord   |
| 1. Judo-Bundesliga | Süd    |
| 2. Judo-Bundesliga | Nord   |
| 2. Judo-Bundesliga | Süd    |

### Frauen
| Ligaebene          | Region |
| ------------------ | ------ |
| 1. Judo-Bundesliga | Nord   |
| 1. Judo-Bundesliga | Süd    |

## Aktuelles
Vom 3. bis 6. Oktober 2019 fand das 2. Judo-Festival in der Sportschule Oberhaching/München statt. Dabei wurden mehr als 40 Seminare, Workshops und Trainingseinheiten angeboten.
„Judo Top Tour“ ist die aktuelle Aktion des DJB. Um den Judosport weiter zu stärken und möglichst viele judobegeisterten Kinder, Jugendliche und Erwachsene da draußen zurück in die Vereine zu holen, rief man diese Aktion ins Leben. Im Rahmen der Judo Top-Tour haben Mitglieder an ausgewählten Terminen, die Chance mit einem Top-Athleten zu trainieren.

## Bundestrainer Herren
| Name           | Amtsantritt | Amtsende |
| -------------- | ----------- | -------- |
| Marko Spittka  | 2025        |          |
| Pedro Guedes   | 2021        | 2024     |
| Frank Wieneke  | 2001        | 2008     |
| Dietmar Hötger | 1993        | 2000     |
| Heiner Metzler | 1979        | 1990     |

## Bundestrainer Damen
| Name             | Amtsantritt | Amtsende |
| ---------------- | ----------- | -------- |
| Claudiu Pusa     | 2017        |          |
| Michael Bazynski | 2008        | 2017     |
| Norbert Littkopf | 1992        | 2008     |
| Heiner Metzler   | 1978        | 1979     |